# Аксиокастро
Аксиокастро (грч. Αξιόκαστρο) је насељено место у општини Горуша у периферији Западна Македонија, Грчка. Према попису из 2021. године било је 19 становника.
Према бугарском географу и историчару, Василу Канчову, у Аксиокастру је 1900. године живело 75 Грка. Аксиокастро се налази у области Населица, која је некада била насељена словенским становништвом које је касније хеленизовано. Село се раније звало Шурдан.